# Kalkindan Feltie
Kalkindan Feltie (9 de mayo de 1998) es una deportista de Etiopía que compite en atletismo. Ganó una medalla de oro en el Campeonato Mundial de Atletismo Sub-20 de 2016, en la prueba de 5000 m.